# Willa Sokola
Willa Sokola – zabytkowa willa w Gdyni. Mieści się w dzielnicy Kamienna Góra przy ul. Sieroszewskiego 7.
Została zbudowana w 1921 roku. Od 1983 widnieje w rejestrze zabytków.